# Świątynia Foguang
Świątynia Foguang (chiń. 佛光寺; pinyin Fóguāng sì) – świątynia buddyjska położona w Daocun (豆村镇), w powiecie Wutai, w prowincji Shanxi, w Chinach. Kompleks powstał w V wieku, lecz w 845 roku niemal doszczętnie spłonął (przetrwała tylko Pagoda Zushi, która jest drugą pod względem wieku, zachowaną do dziś pagodą w Chinach). Dwanaście lat później dokonano odbudowy świątyni i wzniesiono wówczas Wielki Pawilon Wschodni, trzeci pod względem wieku, zachowany do dziś drewniany budynek w Chinach. W 1937 roku nieznaną dotąd na szerszą skalę świątynię odkrył Liang Sicheng, który przeprowadził w niej badania, ustalił okres powstania obiektu i rozpowszechnił wiedzę o nim. 26 czerwca 2009 roku świątynię wpisano na listę światowego dziedzictwa UNESCO.

## Historia
Świątynię wzniesiono w V wieku, za rządów Północnej dynastii Wei. W latach 785–820 dokonano znaczącej rozbudowy obiektu, wznosząc m.in. trójkondygnacyjny pawilon liczący 32 m wysokości. W 845 roku, na skutek antybuddyjskiej polityki cesarza Wuzonga, kompleks świątynny został niemal doszczętnie spalony. Jedynym budynkiem, który przetrwał była pagoda Zushi. Dwanaście lat później, w 857 roku, kompleks odbudowano, wznosząc Wielki Pawilon Wschodni w miejscu dawnego trójkondygnacyjnego pawilonu. Większość funduszy na budowę pawilonu pochodziła od Ning Gongyu. Prace budowlane prowadzone były pod nadzorem mnicha Yuanchenga. W 1137 roku, w epoce Jin, wzniesiono w północnej części kompleksu Pawilon Mandziuśriego wraz z innym pawilonem poświęconym Samantabhadrze, który jednak został spalony w okresie dynastii Qing (1644–1911).
W 1930 roku Towarzystwo Badań nad Architekturą Chińską rozpoczęło poszukiwania zabytkowych obiektów na terenie całego państwa. W 1937 roku, po siedmiu latach poszukiwań, Liang Sicheng (1901–1972), chiński historyk architektury, dotarł do nieznanej dotąd przez społeczność naukową świątyni, przeprowadził badania i określił, że pochodzi ona z epoki Tang. Liang ustalił okres powstania po tym, jak jego żona odnalazła inskrypcję na jednej z krokwi.
W 2005 roku organizacja Global Heritage Fund (GHF) przy współpracy z pekińskim Uniwersytetem Tsinghua rozpoczęła prace konserwatorskie przy Wielkim Pawilonie Wschodnim, który nie był odnawiany od XVII wieku. 26 czerwca 2009 świątynię wpisano na listę światowego dziedzictwa UNESCO wraz z pobliską górą Wutai Shan.

## Architektura

Plan świątyni

Ponieważ Świątynia Foguang otoczona jest od wschodu, północy i południa górami zbudowano ją na osi wschód-zachód (w przeciwieństwie do większości chińskich świątyni, które położone są na osi północ-południe). Kompleks składa się z dwóch głównych pawilonów: leżącego w północnej części Pawilonu Mandziuśriego oraz największego, położonego we wschodniej części Wielkiego Pawilonu Wschodniego.

### Wielki Pawilon Wschodni

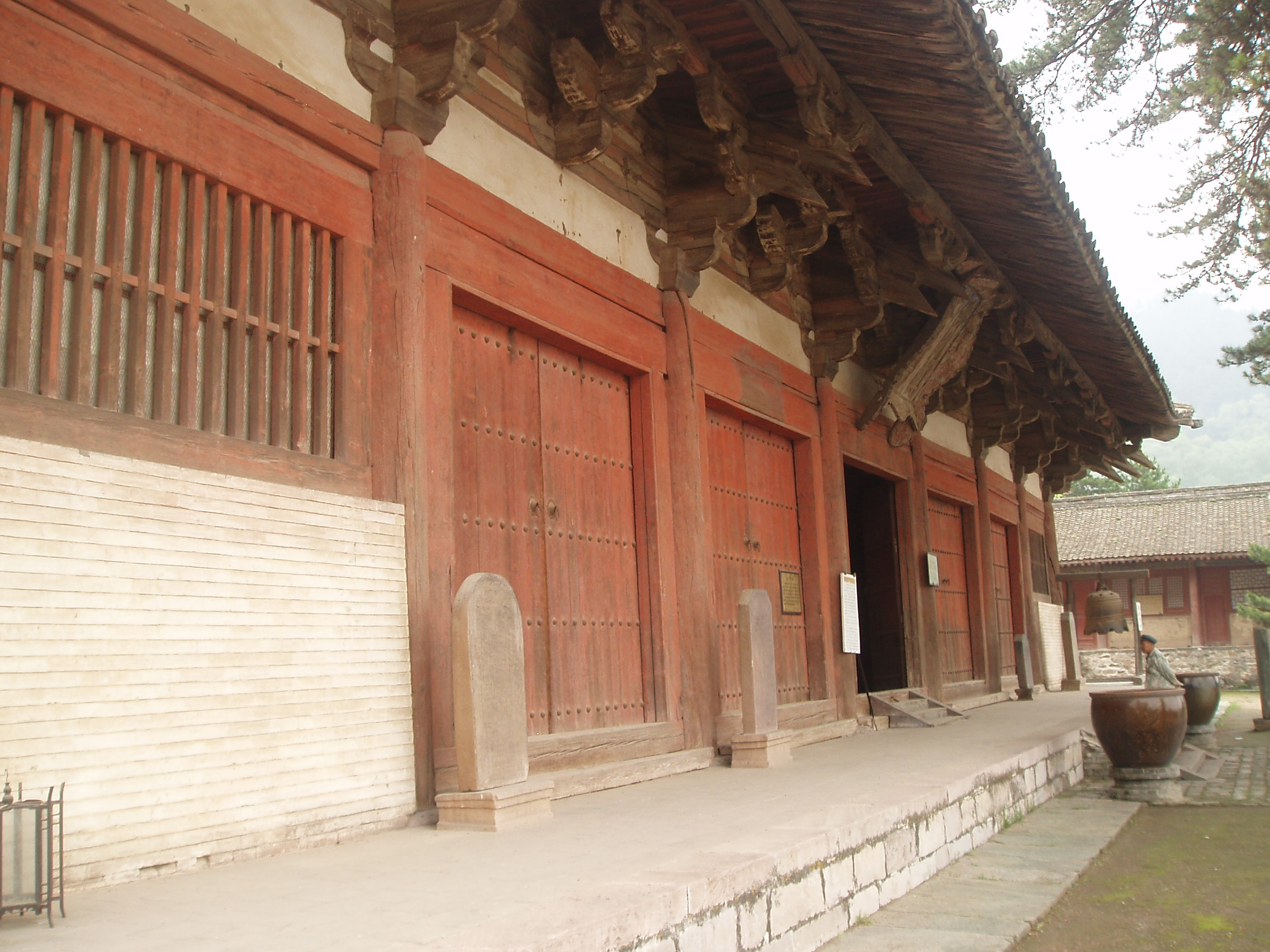
Część frontowa Wielkiego Pawilonu Wschodniego

Znajdujący się we wschodniej części kompleksu Wielki Pawilon Wschodni (东大殿) wzniesiono w 857 roku. Jest to trzeci pod względem wieku, zachowany do dziś drewniany budynek w Chinach (po głównym pawilonie w Świątyni Nanchan na górze Wutai Shan z 782 roku oraz głównym pawilonie w Świątyni Pięciu Smoków w Ruichengu z 831 roku). Podpierany przez szereg zewnętrznych i wewnętrznych słupów, jednokondygnacyjny budynek stoi na dużej, kamiennej platformie i ma wymiary 34×17,7 m. Na każdym słupie mieści się skomplikowany zestaw podpór z siedmioma różnymi typami dougongów. Wszystkie podpory połączono ze sobą belkami w kształcie półksiężyca. Pawilon posiada podwieszany sufit, który w dużej mierze zasłania szkielet dachu. Czterospadowy dach i skomplikowany zestaw podpór dowodzą, że budynku miał duże znaczenie w okresie dynastii Tang. Zgodnie z ośmiostopniowym systemem klasyfikacji drewnianych podpór, opracowanym przez architekta Li Jie w jego traktacie Yingzao Fashi, pawilon podtrzymują wsporniki siódmego stopnia, co również poświadcza rangę budynku.
Wewnątrz pawilonu znajdują się malowidła naścienne oraz 36 rzeźb, które pochodzą z okresu dynastii Tang i epok późniejszych. W centrum mieści się platforma, na której umieszczono trzy rzeźby przedstawiające Siakjamuniego, Amitabhę i Maitreję. Obok platformy znajdują się pozostałe rzeźby, m.in. Mandziuśri jadący na lwie oraz Samantabhadra na słoniu. W tylnej części pawilonu umieszczono rzeźby fundatorki budynku Ning Gongwu i mnicha Yuanchenga uczestniczącego we wznoszeniu pawilonu. Największe malowidło w budynku obrazuje scenę z Dżataki. Mniejsze malowidła przedstawiają Mandziuśriego i Samantabhadrę gromadzących darczyńców, łożących na utrzymanie świątyni.

### Pawilon Mandziuśriego

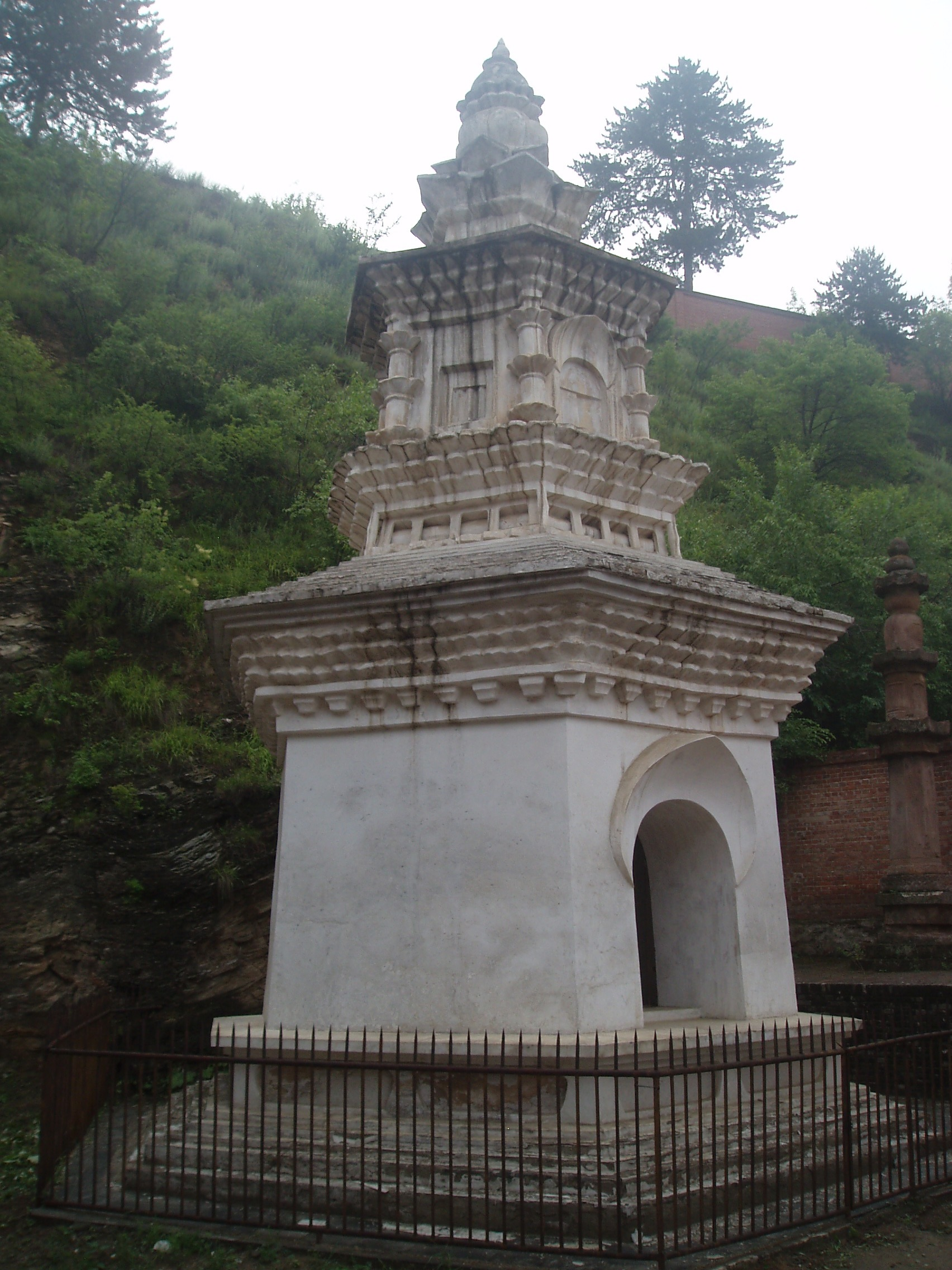
Pagoda Zushi

W północnej części kompleksu znajduje się Pawilon Mandziuśriego (文殊殿) wzniesiony w 1137 roku, za panowania dynastii Jin. Rozmiarami zbliżony jest do Wielkiego Pawilonu Wschodniego. Budynek mieści się na wysokim podeście (83 cm), posiada trzy pary drzwi frontowych, jedną parę tylnych drzwi oraz płaski, czterospadowy dach podtrzymywany przez cztery filary i belki poprzeczne. Wewnątrz, na każdej z czterech ścian znajdują się malowidła z 1429 roku przedstawiające arahantów.

### Pagoda Zushi
Na południe od Wielkiego Pawilonu Wschodniego znajduje się Pagoda Zushi (祖师塔), która powstała w okresie Północnej dynastii Wei (386–534) bądź Północnej dynastii Qi (550–577) i jest drugą pod względem wieku, zachowaną do dziś pagodą w Chinach (po Pagodzie Songyue w klasztorze na górze Song Shan, w prowincji Henan). Prawdopodobnie w pagodzie umieszczono grób założyciela świątyni. Pagoda stoi na sześciokątnym podeście i liczy 6 m wysokości. Dolna kondygnacja zawiera sześciokątne pomieszczenie natomiast górna, zdobiona płatkami i kwiatami lotosu, pełni wyłącznie dekoracyjną funkcję.